# Patti D'Arbanville
Patricia "Patti" D'Arbanville (25 de mayo de 1951 en Manhattan) es una actriz y modelo estadounidense.

## Carrera
Patti fue descubierta por el artista Andy Warhol cuando apenas tenía trece años. Tres años después la incluyó en su película Flesh de 1968. Después de Flesh, D'Arbanville apareció en la película L'Amour (1973) y protagonizó Bilitis de 1977. En televisión tuvo algunos papeles en series como Murder, She Wrote, Miami Vice, Law & Order, Nip/Tuck y The Sopranos.

## Filmografía
| Año  | Título                             | Personaje       | Observaciones |
| ---- | ---------------------------------- | --------------- | ------------- |
| 1968 | Flesh                              | Patti           |               |
| 1970 | The House                          | Lorraine        |               |
| 1971 | The Blood Letting                  | Hillary         |               |
| 1973 | L'Amour                            | Patti           |               |
| 1975 | Rancho Deluxe                      | Betty Fargo     |               |
| 1977 | Bilitis                            | Bilitis         |               |
| 1977 | La fille d'Amérique                | Ronni Williams  |               |
| 1978 | Big Wednesday                      | Sally Jacobson  |               |
| 1978 | The Fifth Floor                    | Cathy           |               |
| 1979 | The Main Event                     | Donna           |               |
| 1979 | Time After Time                    | Shirley         |               |
| 1980 | Hog Wild                           | Angie Barnes    |               |
| 1981 | Modern Problems                    | Darcy Carson    |               |
| 1985 | Real Genius                        | Sherry Nugil    |               |
| 1985 | The Boys Next Door                 | Angie           |               |
| 1988 | Call Me                            | Cori            |               |
| 1988 | Fresh Horses                       | Jean            |               |
| 1989 | Wired                              | Cathy Smith     |               |
| 1994 | Frame-Up II: The Cover-Up          | Barbara Griffin |               |
| 1996 | The Fan                            | Ellen Renard    |               |
| 1997 | Fathers' Day                       | Shirley Trainor |               |
| 1998 | Archibald the Rainbow Painter      | Elaine Tiger    |               |
| 1998 | Celebrity                          | Iris            |               |
| 2002 | Personal Velocity: Three Portraits | Celia           |               |
| 2003 | A Tale of Two Pizzas               | Margie Bianco   |               |
| 2007 | Perfect Stranger                   | Esmeralda       |               |
| 2007 | You Belong to Me                   | Gladys          |               |
| 2008 | The Marconi Bros                   | Sonya Weitzman  |               |
| 2010 | The Extra Man                      | Katehrine Hart  |               |
| 2010 | Morning Glory                      | Sra. Fuller     |               |